# 国民政府交通部跡

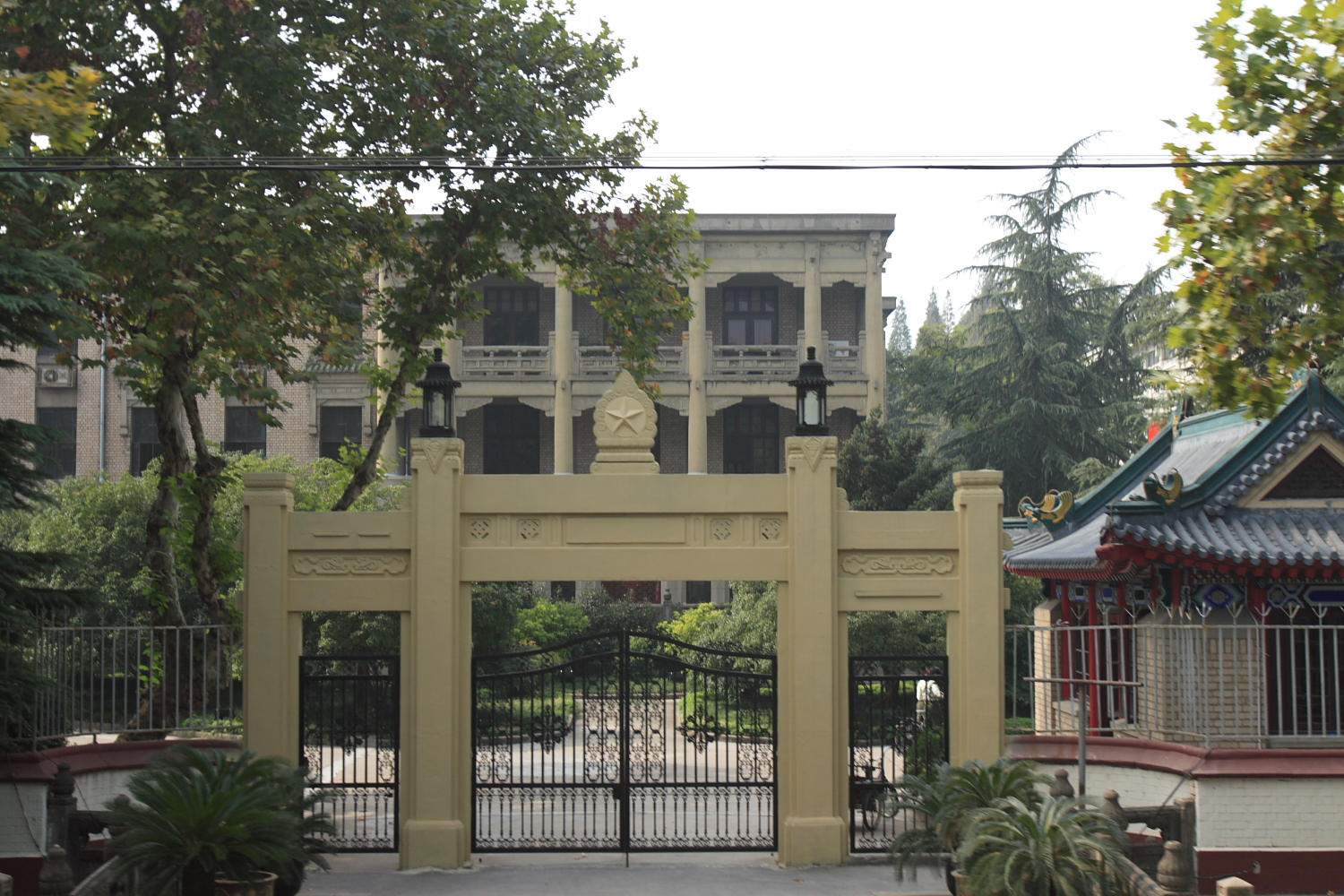
交通部跡

国民政府交通部跡は中華民国国民政府交通部の庁舎だった。江蘇省南京市鼓楼区中山北路303—305号に位置する。現在は解放軍南京政治学院に利用されている。
交通部庁舎は1932年に完成した三階建ての建築である。南京戦の際に、交通部庁舎は旧日本軍に砲撃され、屋根部分が焼失した。2001年より、交通部庁舎が全国重点保護文物保護単位に入選した。